# Ciotîrbokî, Șepetivka
Ciotîrbokî (în ucraineană Чотирбоки) este o comună în raionul Șepetivka, regiunea Hmelnîțkîi, Ucraina, formată numai din satul de reședință.

## Demografie
Conform recensământului din 2001, majoritatea populației comunei Ciotîrbokî era vorbitoare de ucraineană (97,84%), existând în minoritate și vorbitori de rusă (1,53%).